# 戸沢正己
戸沢 正己（とざわ まさおと、1888年（明治21年）9月21日 - 1960年（昭和35年）4月17日）は、明治後期から昭和期の政治家、華族。貴族院子爵議員。新庄市長。

## 経歴
東京府出身。旧新庄藩主戸沢家に生まれる。最後の新庄藩主・戸沢正実の長男・正定の子。妻は酒井忠彰の娘・錦子。
祖父・戸沢正実の死去に伴い、1896年（明治29年）9月8日、子爵を襲爵。学習院に学び、1919年（大正8年）6月21日、補欠選挙で当選し貴族院議員に就任する。研究会に所属して1947年（昭和22年）5月2日の貴族院廃止まで議員を務めた。
その後は新庄商工会議所会頭となり、1950年（昭和25年）新庄市長に就任した。市長在任中は市報の発行、市内にデンマーク式農場の開設、県立病院の誘致、「最上特定地域総合開発」の策定などを行った。市長は1954年まで務めた。1960年死去。

## 栄典
- 1943年（昭和18年）12月1日 - 正三位[8]

## 親族
- 四女 尚瑛子（尚裕の妻）[4][5]